# 協和スキー場
協和スキー場（きょうわスキーじょう）は、秋田県大仙市協和にあるスキー場である。正式名称は大仙市営協和スキー場。
3つの休憩所と初心者向けから上級者向けのコースが計10本整備されている。付近には温泉施設が複数あり、「協和温泉 四季の湯」および「四郎兵エ館」、「唐松温泉」は宿泊も可能である。

## 歴史
1979年（昭和54年）12月に協和町営としてリフト2基によりオープン。その後リフト増設が行われ、1983年には入込客数が10万人を超えた。1981年12月には、宿泊できる「美山荘」がオープンした。1981年夏には、ボーリングによりスキー場から1 kmほどの場所で温泉湧出に成功した。1986年から1989年にかけては記録的な暖冬の影響を受けた。

## 施設
- 美山荘（レストラン、休憩所、トイレ、喫煙所）
- スキーハウス（休憩所、トイレ）
- ビューハウス（休憩所、トイレ、喫煙所）
- リフト
  - 第1ペアリフト - 458m
  - 第2ペアリフト - 868m

## ゲレンデ
計10コースが整備されている。

### 初級者コース
- ファミリーコース - 600m
- エコーコース - 350m
- ロマンスコース - 650m
- パラダイスコース - 700m
- 連絡コース - 650m

### 中級者コース
- セミアルペンコース - 450m（ナイターコース）
- クィーンコース - 400m

### 上級者コース
- デモバーン
- チャンピオン第1コース -  250m
- チャンピオン第2コース -  900m

## 周辺
- 秋田県道316号唐松宇津野線
- 協和温泉 四季の湯
- 唐松温泉
- 協和ダム
- 秋田県立大学 セミナーハウス

## アクセス
公共交通
JR奥羽本線 羽後境駅前より羽後交通路線バス船岡線が運行されている。
自動車
秋田自動車道 協和ICから約25分。
駐車場: 約1000台